# Saluki
Saluki är en hundras från Mellanöstern. Den är en vinthund som traditionellt använts till hetsjakt på gasell och hare, men idag är salukin främst sällskapshund.

## Historia

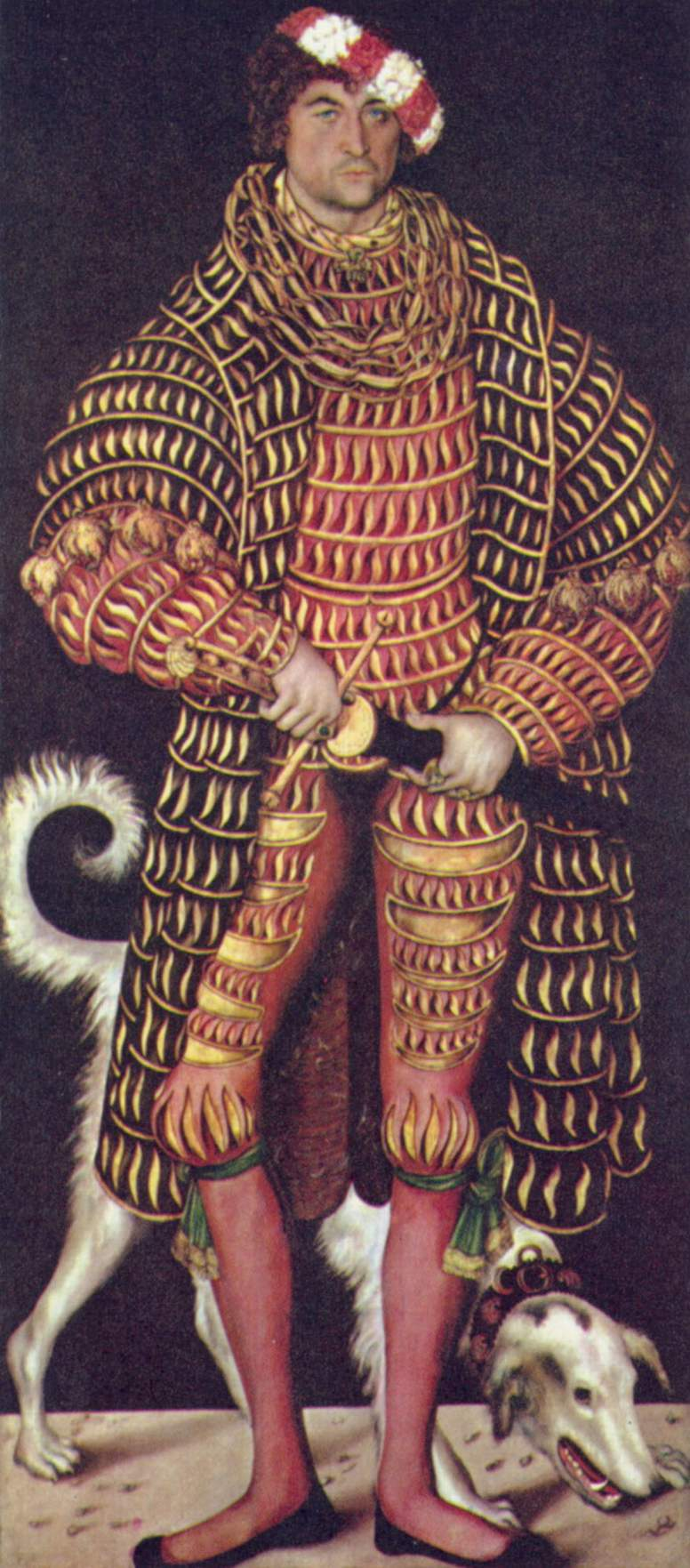
Henrik den fromme av Sachsen med en förmodad saluki på en målning av Lucas Cranach den äldre från 1500-talet.

Som rastyp är salukin känd sedan antiken. Beduiner över hela Mellanöstern från Iran till Nordafrika har bedrivit avel med saluki för jakt. Salukins jaktstil går ut på att hunden jagar med synen, löper ifatt bytet och håller fast det tills jägaren kommer fram för att avliva det. Denna sorts jakt simuleras i hundsporten lure coursing. Salukin är en särpräglat heterogen ras och finns i flera typer från olika delar av sitt stora utbredningsområde. Den typ som blivit vanligast i västerlandet är shami som betyder syrisk. Salukin har även kallats persisk vinthund, medan den på persiska kallas tazi som betyder stormare, snabbspringare (tazi på persiska kommer från verbet takhtan (تاختن) som betyder springa fort, språngmarsch och storma). eller Sagi-i-tazi som betyder arabisk snabbspringare. På arabiska kallas den el hor som betyder den ädla. Enligt tradition såldes inte hundarna utan gavs bort som tecken på heder eller vänskap.
På en målning av Henrik den fromme (1473-1541), hertig av Sachsen, av Lucas Cranach den äldre (1472-1553) finns en hund som identifierats som en saluki. I dogepalatset i Venedig finns en målning av Paolo Veronese (1528-1588) från cirka 1560 som visar hur dogen Girolamo Priuli (1486-1567) tagit emot två saluki i gåva av den persiska ambassadören. 1840 kom enstaka saluki till Storbritannien. 1895 importerades saluki från prins Abdullah (1882-1951) i dåvarande Hijaz, nuvarande Jordanien. Det var först i och med britternas krig mot Osmanska riket under första världskriget som soldater förde med sig saluki hem och varaktig avel kom igång. Men redan 1912 bildades den första rasklubben i Storbritannien och den brittiska kennelklubben the Kennel Club erkände rasen 1922. Fem år senare skrevs den brittiska rasstandarden som är unik såtillvida att den tar hänsyn till att saluki är en heterogen ras. Det är denna standard som också ligger till grund för den som gäller bland Fédération Cynologique Internationale:s (FCI) medlemsorganisationer.

## Egenskaper
Salukin är, som de flesta vinthundar, lugn inomhus men dess jaktinstinkter kan framträda utomhus. Den är vanligen något reserverad men vänlig till sin karaktär mot främmande människor. Salukin anses när det gäller lydnadträning ofta som svårtränad jämfört med många andra raser. Detta beror ofta på ett bristande intresse hos hunden. Med hänsyn till rasens karaktär och med rätt stimulans går salukin dock bra att träna.

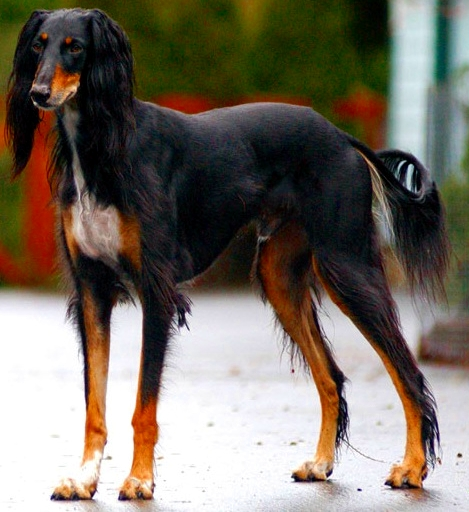
Saluki.

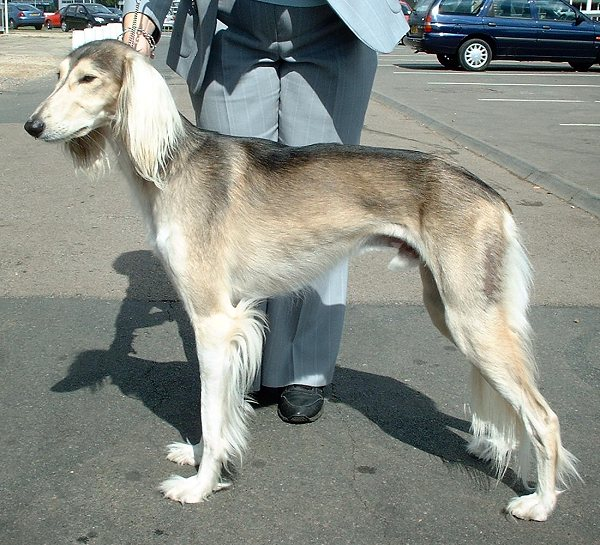
Saluki har varierande färg på pälsen.

## Utseende
De flesta pälsfärger är tillåtna på en saluki, med vissa undantag. Tillåtna färger enligt rasstadaren är vit, gräddfärgad, fawn, guldfärgad, röd, grizzle och rödbrun. Trefärgade hundar i vitt, svart och rödbrunt (tricolor) eller svarta och rödbruna hundar (black and tan) är också tillåtna enligt rasstandaren. Tigrerad päls, så kallad brindle, är dock inte önskvärt.